# Галич
Га́лич — місто, засноване на відстані близько 5 км від зруйнованого давнього Галича, столиці Галицько-Волинського князівства, наймогутнішої твердині на західних руських землях.
Перша згадка про Галич датована 290 р. Готський історик Йордан згадував місто у своїй праці «Getica». В праці під 290 роком розповідається про битву біля міста  Galtis(Галич).
Згадка про місто, яку деякі дослідники вважають міфічною, сягає 898 року[уточнити], згідно зі списком угорської хроніки кінця XIII ст., автором якої був анонімний нотаріус короля Бели. Назва міста дала назву регіону Галичина. Найбільшого піднесення Галич досяг за князя Ярослава Осмомисла (1153—1187), оспіваного в «Слові о полку Ігоревім». 1367 року Галич отримав магдебурзьке право.
Сьогодні Галич — центр Галицької міської громади Івано-Франківської області.
Розташований за 29 км залізницею та 26 км шосейним шляхом на північ від обласного центру м. Івано-Франківська. Через місто пролягає автодорога Н09.

## Назва
Ярослав Пастернак, автор найважливіших наукових та археологічних досліджень Галича, як найімовірнішу виділяв версію про походження назви Галича від грецького слова άλάς (галас) — «сіль». Уперше таку версію висловив австрійський історик кінця XVIII століття Бальтазар Гакет, оскільки, за його дослідженнями, саме тут знаходилося перше відоме в регіоні місце добування солі. Цю думку підтримував німецький географ Й. Еґлі, а також історик Теофіль Коструба, який проводив паралелі з подібними назвами на означення соледобувних центрів як Гальштадт в Австрії й Галле в Німеччині. Я. Пастернак пов'язує появу прив'язки до грецького топоніма, похідного від грецького слова «сіль», із проживанням південніше Карпат фракійських племен, що мали тісні контакти з автохтонним населенням Галичини, передусім пов'язаного з торгівлею сіллю.
Існує ще принаймні 10 різних версій етимології ойконіма, які вказують на власність або належність:
1. Субстантивований посесив на *-j(ь) від слов'янського антропоніма Галиця.
2. Субстантивований посесив на *-j(ь) від апелятива «галиця» (галка), про що свідчить геральдика міста, основним компонентом якої є зображення галки.
Характеризують особливості міського ландшафту:
3. Похідне від назви гори Галич (за Яном Длугошем)
4. Похідне від слов'янської основи «гала» — «гора».
5. Похідне від литовського «galas» — «кінець, край, область». ЗемГалія, ЛатГалія — назви історичних земель у Латвії, які заселялись литовцями при освоєнні Латвії з початку VI століття нашої ери та асиміляції фінномовних племен (фінномовні гідроніми, тобто назви річок вкривають усю територію Латвії, останні з них були лівські (лівонські), які при асиміляції латишами з початку XIV століття породили таммські діалекти латвійської мови). Немало балтомовних гідронімів у Галичині та Закарпатті аналогічні давньопруським, литовським і балтомовним на території Білорусі
6. Похідне від гот. hallus — «скелі».
7. Похідне від слов'янського «голъ» — «голий».
8. Похідне від кельтського «hal» — «сіль».
9. Похідне від слов'янського «галява» — «прогалина в лісі» чи польського «hala» — «голе місце, полонина».
Вказують на етнічну належність:
10. Похідне від етнонімів «гали», «галати».

## Герб Галича

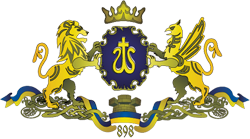
Герб міста Галич. Геральдична композиція великого герба Галича

Сучасний герб Галича: малий герб Галича підтримують із двох сторін грифон і лев. Грифон — охоронець землі й небес. Лев — символ сили і влади.
Малий герб Галича: орнамент із церкви пророка Іллі та церкви святого Пантелеймона переплетений жовто-блакитною стрічкою символізує належність галицьких земель до всієї Української держави. Вежа магдебурзького права вказує, що місто мало Магдебурзьке право.
Давній герб Галича та Галицької землі з XIV ст.: Чорна Галка, готова до польоту, на білому (срібному) полі з короною на голові.

## Географія і клімат

### Гідрографія

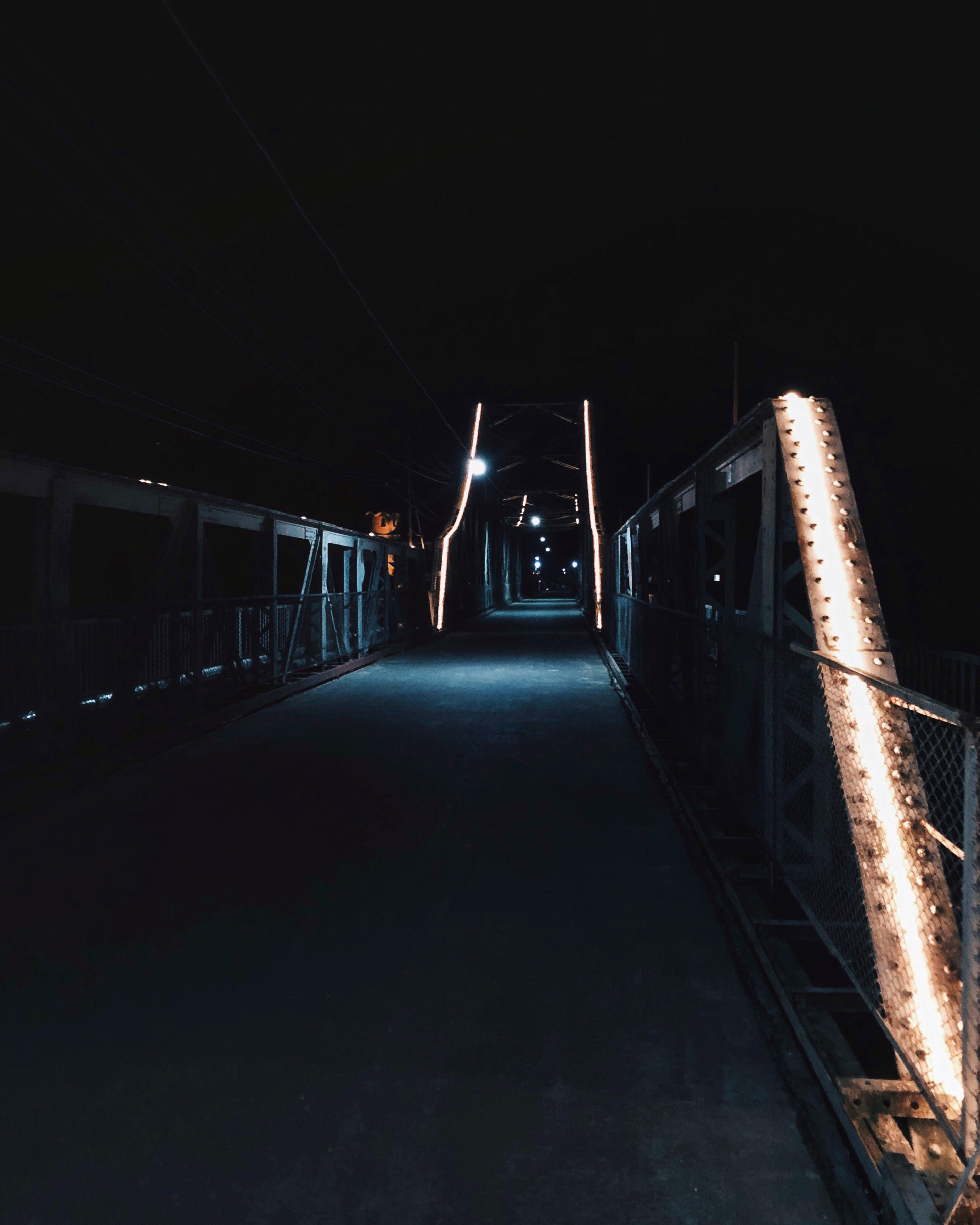
Пішохідний міст через річку Дністер ввечері. 2019 р.

Основний водний об'єкт міста — річка Дністер.

Живлення Дністра — мішане, з переважанням снігового. Характерні весняна повінь і осінні дощові паводки. Льодовий режим нестійкий.

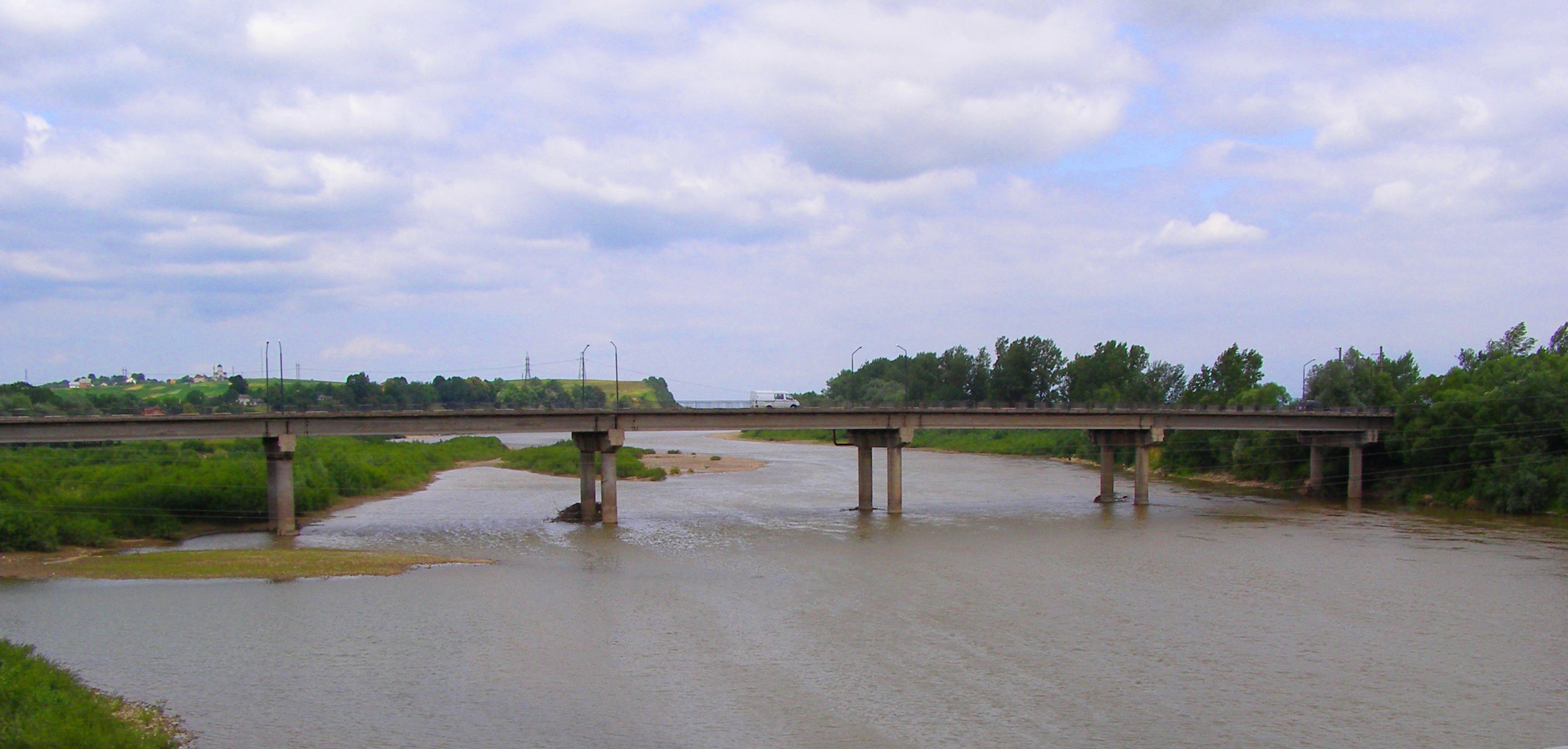
Дністер у Галичі

Глибина русла непостійна, сильно мінлива у створі і вздовж течії. Під час повені 2008 року рівень річки піднявся на 10 метрів.
Поблизу міста Галич у річку впадають річки Лімниця, Луква, Гнила Липа. Береги Дністра поблизу міста укріплені залізобетонними плитами. На Дністрі в Галичі стоять два мости. Автомобільний міст споруджено у 80-х роках, і старий металевий міст 1900 року, який є однією з архітектурних пам'яток Галича. Також в межах міста по одному мосту через річки Луква і Гнила Липа.

## Історія

### Археологічні дослідження
Археологічні дослідження тут, які проводили Лев Лаврецький під керівництвом Ізидора Шараневича (1882—1884), Александер Чоловський з І. Шараневичем (1890), Й. Пеленський (1909, 1911), також в селах Крилосі, Комарові, Підгородді, Вікторові В. Л. Чачковського з Я. Хмілевським (1925—1932) свідчать, що на цій території людина оселилася ще в добу міді-бронзи. Стародавній Галич був розташований на Крилоській горі, у межиріччі Лукви та Мозолевого потоку аж до Дністра. Вдале географічне розташування міста в поєднанні зі штучним укріпленням полегшувало його захист. Ще й досі збереглися залишки п'яти рядів могутніх земляних валів, що сягають висоти близько 25 м. Тепер тут знаходиться Національний заповідник «Давній Галич», який включає цілий ряд широко відомих пам'яток.
За археологічними дослідженнями, які проводилися під керівництвом Я. Пастернака в 1934-41, 1951-52 і 1955 роках (вчені В. Довженок, В. Гончаров), встановлено, що Галич існував у Х ст. Під час розкопок виявлено розташований на високому пагорбі у селі Крилос (6 км на південь від сучасного Галича) дитинець і ремісничо-торговельний посад, укріплені ровами та валами. Під пагорбом було неукріплене поселення — «підгороддя», заселене ремісниками й торговцями. Під час розкопок дитинця було відкрито залишки фундаментів і стін Успенського собору, збудованого в середині 12 ст. за князя Ярослава Осмомисла, останки якого знайдено в саркофагу під мозаїчною підлогою собору. Собор був оздоблений різьбленим каменем і фресками. Територія на північ від дитинця була зайнята позаміськими боярськими й монастирськими укріпленими садибами. У Галичі і його передмістях відкрито залишки інших 10 білокам'яних храмів на посаді, а в «підгородді» — залишки ювелірних, гончарних, ковальських та інших майстерень, наземних і заглиблених жител, вироби з глини, заліза, кістки, скла.

### Найдавніші писемні свідчення
Перша згадка про Галич датована 290 р. Готський історик Йордан згадував місто у своїй праці «Getica». В праці під 290 роком розповідається про битву біля міста Galtis.
Партицький Омелян Йосипович у своїх працях обґрунтовує кельтське походження міста.
|                                                            | Назва Галич. — В просторах, котрі нинї належать до станиславскої дієцезії, мешкали в 2-ім віцї по Христї Бастерни4). Назва, здає ся, взята від тих численних рік, потоків і гір, які в тамошних сторонах подибують ся під назвами: Бистриця, Бистра, Бистрий5). Бастерни осїли в нашім краю ще на початку III. віку перед Хр. Они первістно не були Славянами — майже всї передхристові историки зачисляють их до народу Ґалїв або Ґалятів (Кельтів). Ґалятами зове их також одна понтійска надпись, котру найдено на руїнах Ольбії, старинної кольонії грецкої при устю подільского Бoгу6). Що від тих Ґалятів або Ґaлїв могла пійти назва Галича і Галичини, здаєсь бути piчею певною. Найдайнїйша згадка про Галич відносить ся до III. вікy по Xpиcтї. Після Іорданіса відбулась тогдї велика війна межи Ґепідами а Ґотами коло Mістa Galtis7). Ґепіди вирушили були з Семигороду і впали до нашого краю, однак були побиті Ґотами. Місто Galtis, після поданих Іорданісом дат, находилось без сумнїву в тім місци, де і теперішній Галич8). (Війну Ґепідів з Ґотами так описав Іорданіс: "Фастіда, король Ґепідів, вислав посольство до Остроґоти з жалобами на те, що єго край зі всїх сторін окружений стрімкими горами і густими лїсами; він жадає тепер або війни або визначеня єму лїпшої землї. На те відпoвiв Остроґота, Ґотів король, чоловік твердої волї, що він не рад війнї; для него буде ту тяжка справа, бо він уважає то чином безбожним, воювати з побратимцями, але землї нїякої він не дасть. От і вирушили Ґепіди проти Ґотів. Остроґота пійшов им на стрічу. При городї Ґальтіс, побіч котрого пливе Auha, ударили війска на себе і з великим мужеством боролись обі сторони, бо однакове узброєнє і однаковий спосіб войованя був у них. Але добра справа і видержалість допомогли Ґотам; они змусили часть Ґепідів до відвороту, а западаюча ніч поклала конець борбі. Тогдї Фастіда, король Ґепідів, оставивши свої трупи на боєвищи, поспішно подав ся назад до свого краю, пригноблений великим соромом, неменшим, як була перед тим єго напушиста гордість. Тай Ґоти, раді з відходу Ґепідів, вернули до дому, де тїшились благодатним миром, як довго Остроґота був их начальним паном.") |
| — Партицький Омелян Йосипович, https://zbruc.eu/node/68068 | |

Галич згадується під 898 роком у творі «Діяння угрів» угорського хроніста Аноніма. Цей твір написаний при дворі угорського короля Бели ІІІ. Описується ласкава зустріч князя угрів Альмоша (Арпада) галицьким князем:
|  | ...А на четвертому тижні вождь Альмош зі своїми прийшов в Галицьку землю і тут вибрав собі і своїм місце для відпочинку... Коли все це почув князь Галицької землі, він вийшов назустріч вождю Альмошу босоніж з усіма вельможами і надав в користування вождю Альмошу різні дарунки. Відкривши ворота міста Галича, він запропонував йому гостинність, немов своєму господарю і віддав йому в якості заручника єдиного свого сина разом із синами вельмож свого королівства. Крім цього, він подарував як вождю, так і всім його воїнам десять найкращих скакунів і триста коней з сідлами і вудилами, три тисячі марок срібла і двісті марок золота, а також прекрасний одяг... |

### Період Галицького князівства та Руського королівства
Відомо, що давній Галич був великим економічним і культурним центром Київської Русі. Хоча саме розташування міста — за межами власне Русі. У 1140 році він згадується в Іпатіївському літописі. Князь Ігор Василькович (у хрещенні Іван) після смерті брата Ростислава (у хрещенні Григорія) став князем у Теребовлі, але залишився в Галичі, ймовірно, бо тодішній Галич переважав старий Теребовль через краще стратегічне розташування.
Володимирко Володарович після смерті Івана Васильковича в 1141 році об'єднав усі галицькі землі в єдине князівство та переніс столицю до Галича. З 1144 року Галич був столицею Галицького князівства, згодом — Галицько-Волинської держави. Центр-акрополь княжого Галича містився біля теперішнього села Крилоса Галицького району Івано-Франківської області на березі річки Лукви (притока Дністра) на стрімкому скелятому виступі (т. зв. «Криліська гора» між р. Луквою й Мозолевим потоком.). На місці теперішнього міста існував торговельно-ремісничий посад.
З 1199 року — столиця Галицько-Волинського князівства, одне з найбільших міст середньовічної Європи. Значного розквіту досяг у 2-й половині ХІІ ст. за князювання Ярослава Осмомисла та його сина Володимира Ярославовича, згодом (у ХІІІ ст.) — за Романа Мстиславича, а також його сина Данила Романовича. Данило Романович (також король Данило; у радянській історіографії — Данило Галицький), 1238 року остаточно утвердився в цьому краї по поразці угорців на чолі з галицьким боярином Судиславом. У той час у Галичі розвивалися ремесла і торгівля, велося значне цивільне й церковне будівництво. Було складено першу половину Галицько-Волинського літопису.
На початку 1241 року княжий Галич зруйнували монголо-татари хана Бату. У цей час король Данило заснував нове місто, що згодом перейняло на себе адміністративну роль Галича — Львів. Столицю Галицько-Волинського князівства (Згодом — Руського королівства), ймовірно, було перенесено до Холма, а Галич залишився центром Галицької єпархії.
Пізніше бояри зв'язалися з князем Ростиславом Михайловичем, якого вони висунули претендентом на княжіння. 17 серпня 1245 р. під Ярославом відбувся бій, де війська Данила Романовича здобули вирішальну перемогу.
Раніше монголи встановили на захоплених руських землях непомірну данину, а руські князі мусили їхати до них в Золоту Орду по ярлик — гарантію недоторканості. Князь Данило, який мав горду й непоступливу вдачу, також змушений був їхати до хана, який 1250 року послав до нього послів з вимогою віддати Галич. Щоб урятувати місто від руйнації, Данило вирішив скоритися й поїхати по ярлик. Літопис про це пише: «Гірша лиха — честь татарська. Данило Романович, князь великий, що держить землю Руську, Київську, Волинську, Галицьку, стоїть перед ханом навколішки, платить данину…» Але такий вчинок зовсім не свідчить про слабкість князя Данила, а лише про його дипломатичну мудрість. Щоб зберегти ослаблену Русь і місто Галич, він пішов на такий крок, водночас виношуючи плани визволення Русі від загарбників. Данило Галицький веде таємні переговори з Папою Римським Інокентієм IV і пропонує організувати хрестовий похід проти навали, що загрожувала всій Європі. 1253 року понтифік видав соборне послання до християн Європи з закликом виступити проти загарбників. У 1253 року в місті Дорогочині Данило Галицький прийняв королівську корону від папи Інокентія IV. Проте, оголошений похід не відбувся і як результат відносини з курією обірвалися. Місто, згадане ще 1255 р., надалі занепало і втратило своє адміністративне й політичне значення.

### Боротьба за галицьку спадищину
Улітку 1338 року відбувся Другий з'їзд монархів в угорському Вишеграді. Його результатом стала домовленість між королями Польщі Казимиром III та Угорщини Карлом I Робертом, що у випадку відсутності синів у першого права на польський трон переходять сину Карла І Роберта — тоді принцеві Людовику.
За договором 1350 р. між Польщею та Угорщиною, в місті залишався гарнізон угорських військ ще на 30 років.
У липні 1353 року війська волинського князя Любарта здобули місто, проте відібрати регіон у поляків Любарту не вдалось.
У 1367 році Галич отримав магдебурзьке право, право на вільну торгівлю.
1370 року місто разом з усією Галичиною перейшло під владу угорського короля Людовіка Великого.
19 листопада 1374 польський князь Владислав Опольчик, призначений намісником Руського королівства видав для міста привілей, яким підтверджував його право на самоврядування.
У 1375 році в місті закладено римокатолицьке архієпископство.
У 1378 році в Галичі створено галицьке староство.
У 1387 році під час походу польської королеви Ядвіги, після тривалої облоги було взяте військами корони Польської в союзі з литовсько-руськими князями та остаточно перейшло під польську владу. Галицький воєвода Бенедикт Венгрин, який очолював оборону міста, здав його за умови гарантій безпеки та збереження своїх маєтностей в Галичині.

### Галицькі землі в короні Польській
У XV ст. центром Галича стає площа Ринок, у центрі якої знаходилась деревяна ратуша та торговельні ряди. Шлятха Галицької землі збиралася на сеймики, що відбувалися  у приміщенні костелу святої Марії Магдалини. У замку на Галич-Горі засідали гродський і земський суд.
В 1405 році король Владислав II Ягайло надав галицьким міщанам грамоту про дозвіл розширювати межі забудови міста.
У 1413 —1540 рр. тут була резиденція митрополичих намісників. Наприкінці XVI ст. діяла братська школа.
З 1434 року Галич увійшов до створеного Руського воєводства.
16 травня 1440 року король Владислав ІІІ Варненчик своїм привілеєм, виданим у Буді, дозволив, щоби шляхтич-придворний Миколай Парава викупив у руського воєводи Петра Одровонжа Галицьке староство (місто, замок, 11 сіл) з Калуською жупою.
Галич відвідували королі Польщі Владислав II Ягайло 1427 р. та Казимир IV Ягелончик у 1448 р.
1474,1498 роки — татарські напади із розграбуванням Галича.
У 1490 році Галицький замок був захоплений повстанськими загонами Мухи.
Улітку 1498 року під час походів молдовського господаря Штефана III він з допомогою османських військ напав на Поділля та Галицьку землю, пограбував та спалив Галич.
1502 рік молдавський господар Штефан захопив Галич з Покуттям.
1509 році волоський воєвода Богдан штурмував Галич, але взяти місто у нього не вдалось.
1548 році король Польщі Сигізмунд II Август дає галицьким городянам дозвіл на виробництво горілки, а в 1550 році на збір мита за проїзд через міст на Дністрі.
1550 році відкрито ремісничих цех шевців.
Люстрація 1565 року повідомляє що в Галичі були 22 ремісники.

### Період Речі Посполитої
Після утворення Люблінської унії 1569 року Галич входить до Речі Посполитої.
Розпочинається інтенсивний розвиток об'єднань ремісничих цехів.
— кушніри (1584 р.)
— гончарі (1593 р.)
— кравці (1612 р.)На 1570 рік у місті працює 2 солеварні та броварня.
За період з 1590 по 1633 рік татари штурмували Галич 29 разів.
1594 року татари спалили місто під час нападу на Галичину через прорахунки коронного командування.
У 1609 році в Галичі проживали 63 купці, 40 солеторгівців, 40 пекарів, 12 кушнірів, 10 шевців, 8 гончарів, 7 ковалів, 6 боднарів, а також інші.
У 1612 році у Галичі відкрита лікарня.
З 1616 по 1629 рік у місті проживало від 185 до 200 ремісників.
1628 рік — відбулись міщанські бунти під керівництвом Худіна і Андруха.
1645 рік — придушений заколот міщанина Лесюка проти старости Яна Потоцького в Галичі.
Восени 1649 року у ході повстання Хмельницького, козаки захопили замок в Галичі і зруйнували його.
У 1653 році в Галичі бував король Речі Посполитої Ян Казимир.
У 1658 році галицький староста Андрій Потоцький провів ремонт фортифікаційних споруд міста, пошкоджених під час штурму Галича козаками. Він і заклав металургійний промисел: в Галичі розпочала діяти ливарна піч та кузня.
У другій половині XVII століття в Галичі розгорнувся збройовий промисел.
24 вересня 1676 року Галич і замок повністю зруйнували татарсько-турецькі загони Ібрагіма-Паші. Саме цей напад спричинив втрату обороноздатності Галича, що зумовило переїзд галицьких старост у новозбудовану фортецю Станиславів і зріст ролі нового міста, а для Галича — занепад і втрата ролі важливого і впливового міста.
У 90-х р. XVII ст. в місті виникло церковне братство, а згодом і братська школа.
У середині XVIII ст. було розібрано міські укріплення, засипано рів і розкидано вал. Через припинення набігів татар відпала потреба у сильній фортифікації в місті.
У 1767 році караїми відкрили свій навчальний заклад.
23 липня 1764 року син волинського воєводи Міхала Потоцького Петро не допустив проводження реляційного сеймику в Галичі. 27 липня польські шляхтичі утворили в місті реконфедерацію проти генеральної конфедерації Чарторийських у Варшаві.

### Австрійський період
1772 року після першого поділу Речі Посполитої Галич увійшов до складу коронного краю Галичини та Лодомерії в складі австрійської монархії Габсбургів.

Із приходом австрійців Старостинський замок перейшов у власність держави. Галич був віднесений до категорії муніципальних міст. Деякий час місто залишалося центром повіту. Магістрат, що раніше містився в деревяній ратуші, перенесли у конфісковані будівлі францисканського монастиря.

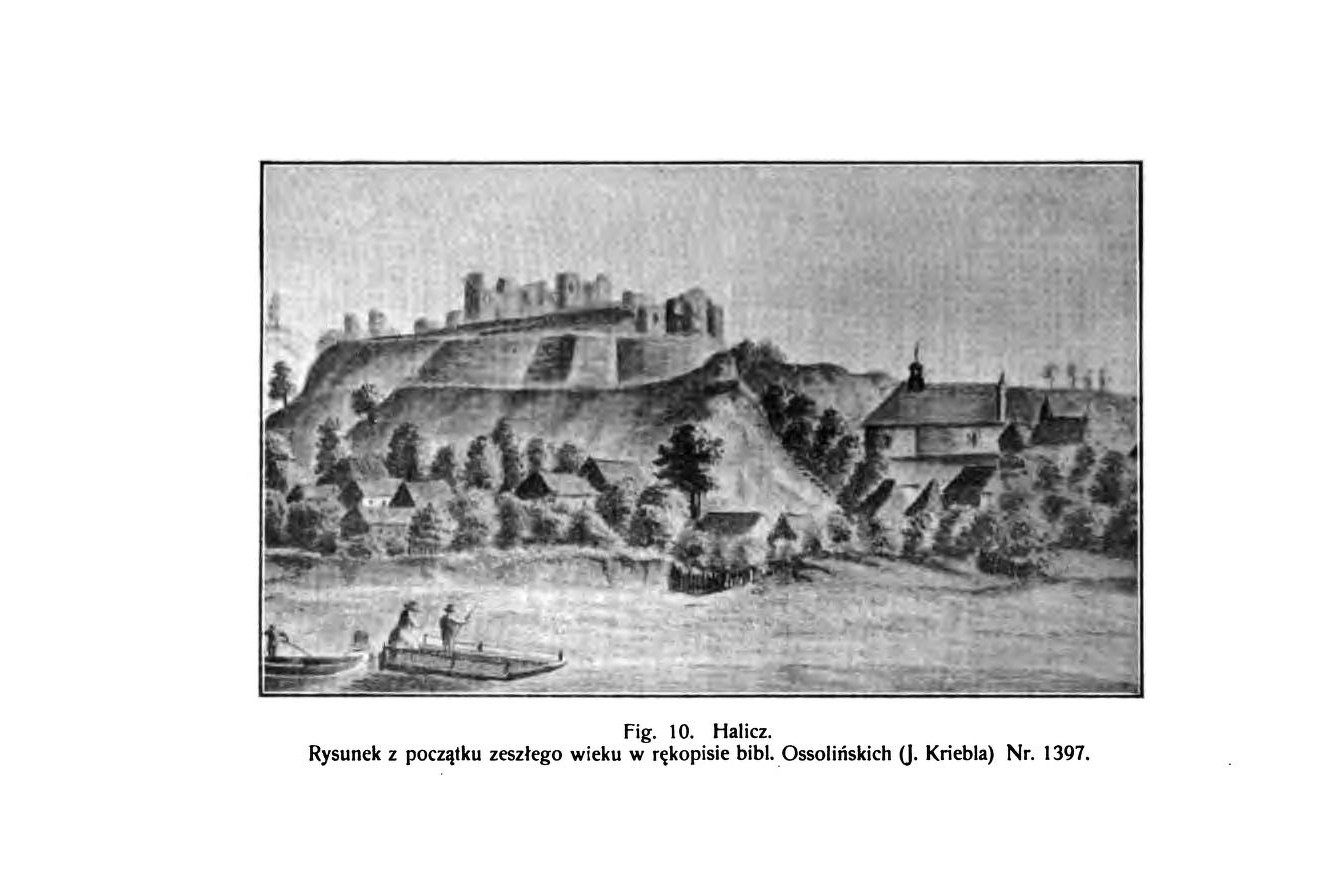
Галич і замок на початку ХІХ ст.

У 1779 — 1885 роках у місті діяла духовна семінарія. До Першої світової — «бастіон» москвофільства.
У 1788 році Галич відвідував імператор Австрії Йосиф II.
У 1796 році розпочали розбирати мури замку.
Після шкільної реформи 1774 року в містечках і селах утворюються так звані тривіальні школи, у яких діти набували трьох найпростіших навичок — читання, письма і лічби. Чоловіча тривіальна школа заснована в 1842 році, а Жіноча тривіальна школа в 1851 році.
У 1856 році Дністром почав ходити пором на линві.
У 1858 році залишки мурів розібрані остаточно.
У 1866 році відкрита Львівсько-Чернівецько-Ясська залізниця й станція Галич. 1897 року введено в дію залізничне сполучення Галич — Острів — Березовиця (закінчувалося на південь від Тернополя).
У 1882 році відкриваються 4-класна чоловіча і 2-класна жіноча школи.
У 1884 році в місті відкривають москвофільський осередок "Товариство Русских Женщин".
У 1886 році москвофіли заснували в Галичі товариство імені М.Качковського, а для матеріальної підтримки своєї ідеології касу взаємодопомоги Надія.
У 1892 році почали діяти 7-класні польські школи (чоловіча та жіноча).
Починаючи з кінця XIX століття у містечку з'являються телеграф, податковий уряд, позичкова каса, приватні нотаріальні та адвокатські контори.
У 1901 році відкрилась читальня Просвіти.
У 1903 році заснована Галицька Січ. Згодом тут сформувались майбутні вояки УГА.
У 1911 році в Галичі відкрились однорічні курси для бажаючих вступити до гімназій - Коломийської чи Станиславівської.
У 1912 році в Галичі відкрився річковий порт із ремонтною майстернею для суден. Вже невдовзі він став великим промисловим і торговим комплексом. По Дністру ходили пасажирські судна Галич і Ревера.

### Перша світова війна
На початку 1915 року Галич окупували війська Російської імперії. Нова влада закрила читальню Просвіти і товариство Рідної мови.
У червні 1915 року після боїв з російськими військами місто зайняли підрозділи Українських січових стрільців з австрійською армією. Після відступу з Галича російської армії, і повернення австрійської адміністрації зазнали жорстоких переслідувань москвофіли. Понад 127 осіб були заарештовані і відправлені в концтабір Талергоф.
У роки I світової війни в місті більшість будинків згоріли, було зруйновано ратушу та міст через Дністер, майже всі існуючі підприємства.
Як тільки у Львові відбувся Листопадовий зрив (1918 р). в Галичі організували комітет, який перебрав у свої руки владу в Галичі. Його осередок захопив ратушу, залізничну станцію, жандармерію і проголосив владу ЗУНР.

### Міжвоєнний період. Перебування під владою Польщі
Улітку 1919 року в місто увійшли польські війська.
З 1919 по 1939 рік Галич входить у міську гміну Галич, Станиславівського повіту, Станиславівського воєводства.
У серпні 1920 року під Галичем відбувались бої між поляками і більшовиками в ході Польсько-Радянської війни.
З 1920 року по 1939 рік в Галичі відбувався промисловий переворот, перехід від кустарного ремісничого виробництва до механізованих великих підприємств. Найбільшим і найпотужнішим були завод Стахура та 2 цегельні заводи. На кожному з цих підприємств працювало від 20 до 40 робітників.
Відкриваються в Галичі будівельна контора Кароля Сівецького, тартаки Мойжеса і Маркуса, склад сільськогосподарських продуктів Зерно, яйцебаза фірми "Маркус Вахер і Компанія", склад дерева Михайла Юнгермана, а також три великі приватні пекарні. Усі підприємства працювали до 1939 року. після приходу більшовиків були націоналізовані. Підприємства забезпечували роботою близько 150-200 жителів Галича, а в цілому містечко Галич за сферою виробництва залишалося аграрним.
У 1920-1930-х рр. відбувся інтенсивний розвиток економічних товариств. Наприклад:
— Каса Стефчика (1925 р.)
— кооператив Народний дім (1925 р.)
— Рільницький союз (1927 р.)
— Союз Кооператив (1928 р.)
— господарсько-кредитова спілка Надія (1929 р.)
— Руська аграрна організація (1931 р.)
У міжвоєнному часі засновуються багато українських організацій:
У міжвоєнному часі засновуються багато українських організацій:
— Рідна Школа (1927 р.)
— Союз Українок (1927 р.)
— Запорожець (1928 р.)
— Сільський господар (1929 р.)
— Сокіл (1932 р.)
— молодіжне товариство Молодь українська (1935 р.)У місті активну діяльність також розгорнули і польські організації:
— Товариство ловецьке (1922 р.)
— Товариство школи людової (1922 р.)
— Стрілецький союз (1929 р.)
— Будучина (1929 р.)
З 1927 року у місті нелегально діяв комуністичний осередок КПЗУ, який протягом всього часу залишався нечисленним. Його члени здебільшого робітники, які організовували страйки, розповсюджували комуністичні листівки, і чекали на, так зване, звільнення Радянським Союзом.
У 1928 році в місті відкрилася районна молочарня, де виробляли масло, яке експортувалося в Західну Європу. Більшість технологічних процесів у молочарні були механізовані.
У 1929 році в пам'ять про замучених в'язнів Талергофа спорудили пам'ятник жертвам Талергофа.
На початку 30-х р. у Галичі виник осередок, а згодом екзекутива ОУН.
У 1930 роках туристи з всіх куточків Польщі приїжджали в Галич для відпочинку на суднах по Дністру.
У 1931 році в місті відкрили електростанцію потужністю 85 кВт.
У 1935-1936 рр. відбувались страйки залізничників та малярів, однак комуністичний рух не мав популярності серед населення і їм не вдалось досягти свої вимог.
З 1 вересня 1938 року відкрили польську приватну торговельну школу I ступеня.
Через малоземелля і безробіття, викликане слабким промисловим розвитком Галича, близько 200 жителів виїхали у імміграцію в Канаду, Бразилію та Аргентину.
На 1 січня 1939 року в місті проживало 4700 мешканців, з них 2300 українців-грекокатоликів, 900 українців-римокатоликів, 300 поляків, 1800 євреїв, 140 караїмів.

### Друга світова війна
Після радянської анексії 17 вересня 1939 року Галич увійшов в УРСР.
21 вересня 1939 року голову Просвіти в Галичі І. Корчинського заарештували НКВС, після чого він зник.
17 січня 1940 року утворено Галицький район на базі міської гміни Галич. Галич отримує статус районного центру.
Протягом 1939-1941 рр. комуністи закрили всі кооперативи, кредитові спілки, каси взаємодопомоги, всі українські та польські гуртки та організації.
Натомість було створено 22 фіктивні споживчі товариства, націоналізовано приватні промислові підприємства. На їх місці з'явились рибна артіль, МТС, радгосп, промкомбінат.
У 1941 році радянські окупанти закрили Галицький порт.
2 липня 1941 року Галич окупували війська Третього Рейху.
У 1942 році нацисти провели каральну операцію щодо євреїв, під час якої розстріляли 200 людей. Було знищено все єврейське населення Галича.
17 листопада 1943 року нацисти розстріляли повітового провідника ОУН Дмитра Лепкого, який створював боївки Української Національної Самооборони, здійснював терористичні акти і організовував вишкільні табори для молоді.
24 липня 1944 року місто вдруге захопили частини Радянської армії. У боях за місто було зруйновано електростанцію, маслозавод, промкомбінат, лікарню, вокзал, 167 житлових будинків.

### Радянська окупація з 1945 року
Післявоєнне життя не принесло миру Галичу, оскільки активний опір місцевого населення чинили в лавах Української Повстанської Армії з 1945 по 1951 років. Борці за незалежність України здійснювали акти помсти комуністам, виводили з ладу вузли на підприємствах, розклеювали антирадянські листівки, закликали до боротьби за незалежність проти катів-окупантів.
Також все антирадянське населення було депортовано радянською владою за каральною операцію "Захід".
До Галича приєднано хутори Лози й Мурафине.
Наприкінці 40-х р. відновлюють свою діяльність знищені підприємства:
— Промкомбінат
— Меблевий цех
— Шевська майстерня
— Цегельня
— Млини
У 1949 році створено колгосп імені В. Чкалова.
У 1954 році активно розвивається промисловість. У місті збудувано овочесушильний завод, харчокомбінат, реконстроювали сироварний завод.
У 1963 році відкрито музичну школу та ясла-садок.
У 1968 році відкрили поліклініку, тубдиспансер та 2-річну школу медсестер.
У 60-70-х рр. в місті зведено понад 300 індивідуальних житлових та 15 багатоквартнирних будинків, збудовано універмаг, готель, автостанцію.
Початок 80-х рр. ознаменувався спорудженням нового залізобетонного моста через р. Дністер, двоповерхового торгового комплексу.
У березні 1990 року відбувся великий мітинг за відродження національної культури та здобуття Україною незалежності.
14 квітня 1991 року Галич відвідав кардинал Іван-Мирослав Любачівський з нагоди святкування 850-річчя Галицького князівства.

### Період незалежної України
У 1991 році зявляються товариство Галицький собор та спілка Чорнобіль
З 1994 року в Галичі засновані такі товариства і організації як:
— Спілка ветеранів Афганістану
— Рада ветеранів війни і праці
— Спілка журналістів України
— Всеукраїнське товариство політичних вязнів і репресованих
— Просвіта
— Союз Українок
У місті Галичі в 1994 році створено Національний заповідник «Давній Галич».
24 листопада 1995 року Галич відвідав Президент України Леонід Кучма.
У липні 1995 року в місті відбулися Міжнародна науково-практична конференція Галичу - 1100 років.
У 1998 році у Галичі відбувалось святкування ювілею 1100-річчя за участю найвищих державних осіб.
З 25 жовтня 2020р. Галич – адміністративний центр Галицької територіальної громади.

## Населення
Населенням міста близько 6307 осіб станом на 01.01.2020 року.

### Національний склад
Розподіл населення за національністю за даними перепису 2001 року:
| Національність  | Відсоток |
| --------------- | -------- |
| українці        | 97,50%   |
| росіяни         | 1,75%    |
| поляки          | 0,31%    |
| інші/не вказали | 0,44%    |

### Мовний склад
Рідна мова населення за даними перепису 2001 року:
| Мова            | Чисельність, осіб | Відсоток |
| --------------- | ----------------- | -------- |
| Українська      | 6 306             | 98,44%   |
| Російська       | 76                | 1,19%    |
| Польська        | 7                 | 0,11%    |
| Білоруська      | 3                 | 0,05%    |
| Вірменська      | 3                 | 0,05%    |
| Румунська       | 3                 | 0,05%    |
| Караїмська      | 3                 | 0,05%    |
| Інші/Не вказали | 5                 | 0,06%    |
| Разом           | 6 406             | 100%     |

## Відпочинок
1. Алея Небесної Сотні.
2. Галицький національний природний парк.[38]

## Освіта і культура

### Освіта
У м. Галич є дві загальноосвітні школи й одна гімназія.
- Галицька загальноосвітня школа І–ІІІ ступенів № 1 імені Ярослава Осмомисла[39], вул. Шевченка, 5.

Кількість персоналу: 45. Кількість учнів: 967. Кількість класів: 24. Кількість приміщень: 35.
- Галицька загальноосвітня школа І–ІІІ ступенів № 2, вул. Львівська, 3.

Кількість персоналу: 38. Кількість учнів: 120. Кількість класів: 11. Кількість приміщень: 22.

## Економіка

### Промисловість
Сьогодні в місті працюють низка середніх і малих підприємств.

## Комунікації й транспорт

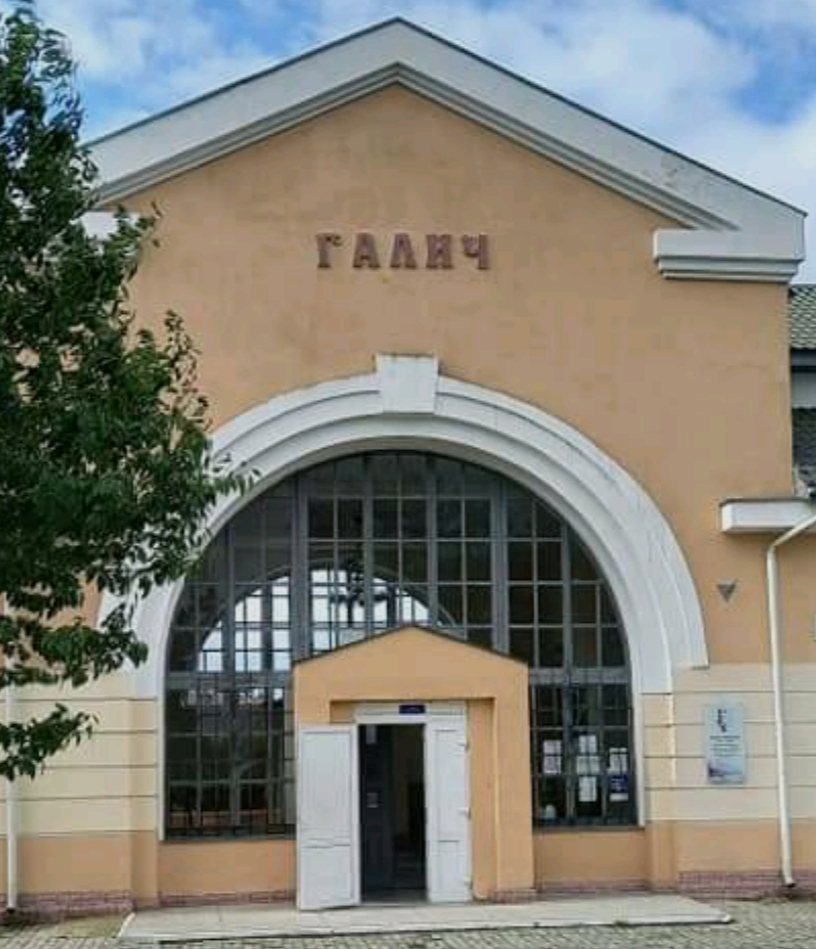
Залізничний вокзал станції Галич

Сучасний Галич розташований за 110 км від Львова і 24 (26) км від Івано-Франківська. Через місто пролягає автошлях Н09 (розпочинається у Мукачево, проходить через Хуст, Тячів, Рахів, Ясіня, Яблуницький перевал, Івано-Франківськ, закінчується у Львові) та залізнична лінія, на якій розташована станція Галич. Залізницею до обласного центру — 29 км.
У 1866 р.через Галич була прокладена залізниця Львів - Галич - Чернівці. Крім того в 1896-1898 рр. був прокладений залізничний напрямок Галич - Тернопіль.
У 1897 році за проектом Піхлера був збудований вокзал.
Під час II Світової війни у 1944 році був зруйнований. У 1950-х роках зведена нова будівля, сильно перебудована в 1998 р.

## ЗМІ
- Галицьке слово [Архівовано 25 жовтня 2014 у Wayback Machine.]
- Радіо «Вежа» [Архівовано 31 березня 2020 у Wayback Machine.] — мовлення здійснюється на частоті 99,2 мГц. Адреса студії м. Івано-Франківськ вул. Галицька 22

## Охорона здоров'я й спорт
В Галичі відкрита Галицька центральна районна лікарня.
- Футбольний клуб «Карпати» (Друга Ліга України)
- Волейбольна команда «Володар-КФВ» (Перша Ліга України)

## Релігія

### Українська греко-католицька церква
Греко-католицька громада нараховує 1200 родин. Відновила свою діяльність вийшовши з підпілля в лютому 1990 року після того, як Українська греко-католицька церква була незаконно ліквідована в 1946 році комуністичною владою.
З 1990 по 2013 рік парохом церкви Різдва Христового УГКЦ та деканом Галицьким був о. Василь Завірач.
На даний час парохом парафії Різдва Христового та деканом Галицьким є о. Ігор Броновський, священниками парафії — о. Володимир Кузюк та о. Володимир Палій.
Греко-католицька громада має у власності наступні культові споруди:
- деканальна церква Різдва Христового за адресою: майдан Різдва, 1
- церква мучеників Станиславівських Григорія Хомишина, Івана Селезюка, Симеона Лукача: вул. Гора
- церква великомученика Дмитрія, вул. Вітовського.
- поховальна каплиця Архистратига Михаїла (Новий цвинтар)
- поховальна каплиця (цвинтар на Галич-горі)

### Каплиці
- каплиця Різдва Пречистої Діви Марії (урочище Калинівка)
- каплиця Зіслання Святого Духа (урочище Мурафине)
- каплиця Покрови Пресвятої Богородиці (урочище Лози)
- каплиця Покрови Пресвятої Богородиці (вул. Шекети)
- каплиця Покрови Пресвятої Богородиці (вул. Данила Галицького)

### Римокатолицизм
Перший костел ще відкритий в 1427 році. У 1676 році під час нападу татар костел згорів.
Будівництво нового костелу розпочалося в 1780 році, а 1785 році його було освячено під назвою Вознесіння Діви Марії. В плані архітектури це було пізнє бароко Речі Посполитої. Проте після ІІ Світової війни храм закрили, а з 1966 року він став кінотеатром.
У 1996-1999 роках було споруджено новий  храм за спрощеним проектом С. Юрченка за фінансової підтримки дієцезії Санкт-Пельтен (Австрія).

### Православні
Храм-каплиця Покрови Пресвятої Богородиці (ПЦУ). Настоятель — прот. Іоан Воненько.
Церква Святого рівноапостольного князя Володимира. Настоятель — митр. прот. Євген Стасюк декан Галицький ПЦУ.

#### Караїмська кенаса
Громада («колонія») караїмів з'явилася в місті за сприяння короля Стефана Баторія. Поміж трьох основних діалектів караїмської мови, кримського та тракайського, вирізнявся і галицько-луцький діалект. Оскільки караїмська громада Галичу зникла, а будівля кенаси була зруйнована у радянський період, архів громади був вивезений до Тракаю, а вівтар встановлений у кенасі м. Євпаторії після реставрації будівлі храму у 1993 р.

## Визначні пам'ятки
Від княжого Галича також збереглася церква св. Пантелеймона в c. Шевченкове, караїмське кладовище в с. Залуква, а також Успенська церква в с. Крилос. Є залишки фортифікаційних споруд і фундаменти понад тридцяти давніх церков. Пізніший період представлений залишками Старостинського замку.

### Пам'ятки архітектури й історії
- Церква Різдва Христового (XIV ст)[41]
- Галицький замок (середина XIV ст)[42]
- Церква святого Дмитра (1831 р)[43]
- Будинок повітового суду
- Австрійський міст (1912 р)[44]
- Колона Голуховського (1858 р)

### Втрачені пам'ятки архітектури
- Ратуша (XVII ст)[45]
- Костел Вознесіння Діви Марії (1785 р)[46]
- Караїмська кенеса (1830 р)[47]
- Церква святого Миколая (1870 р)
- Синагога.
- Залізничний вокзал (1897 р)[48]

### Пам'ятники

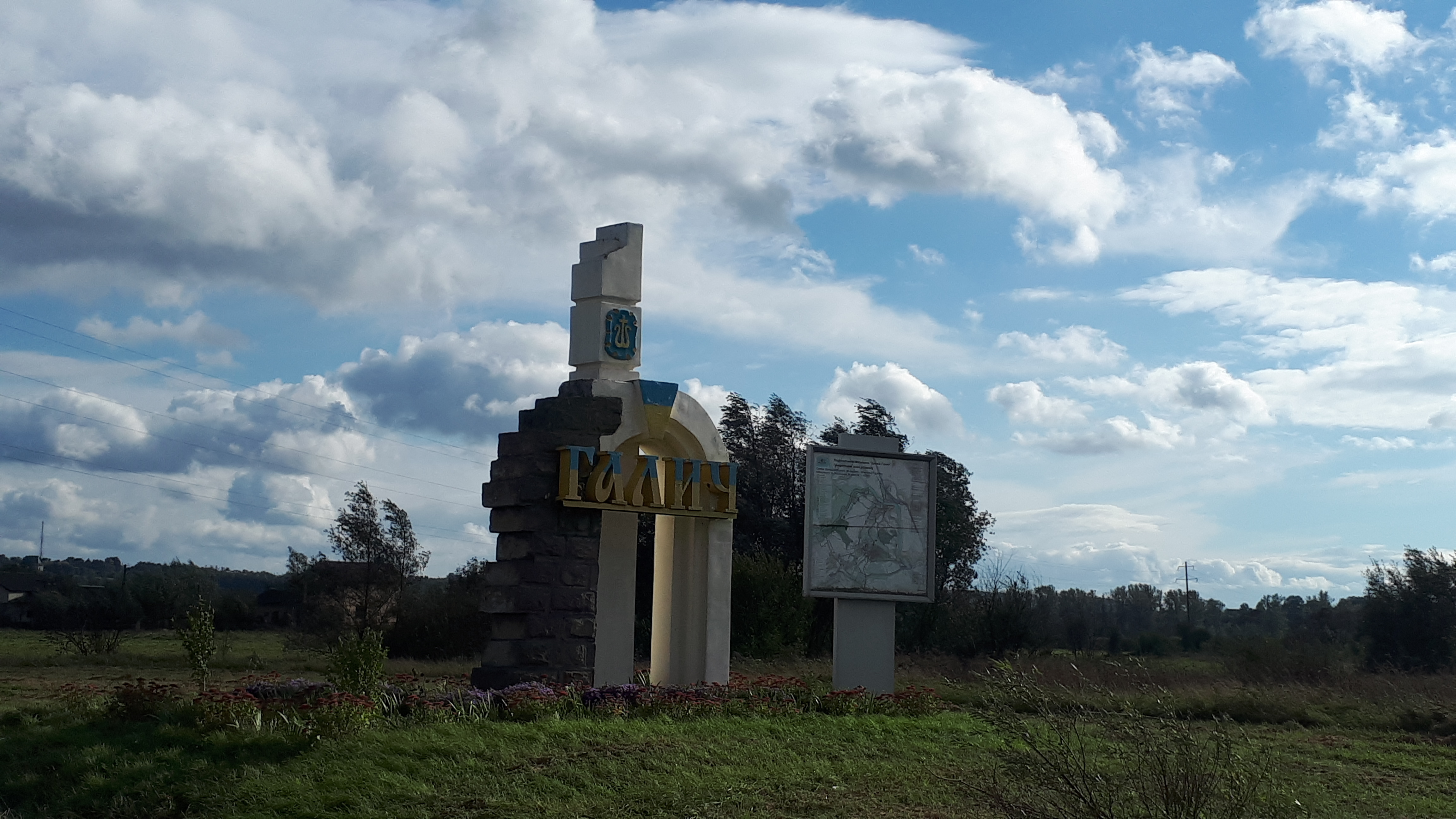
Знак перед містом Галичем

У Галичі встановлено такі пам'ятники, монументи й пам'ятні знаки:
- Пам'ятник Данилу Галицькому (1998 р)[49]
- пам'ятник Тарасові Шевченку[50].
- пам'ятник воїнам-афганцям.[51]
- пам'ятник жертвам Талергофу (1929р).[52]
- пам'ятний знак про судноплавство на Дністрі (2015 р)[53]
- Пам'ятник Ісусу Христу.
- Пам'ятник митрополиту Андрею Шептицькому.

## Відомі люди

### Уродженці
- Стефан Потоцький (1665— 1730) — польський шляхтич, військовик, урядник та державний діяч Республіки Обох Націй (Речі Посполитої), меценат.
- Юзеф Борувласький (1739-1837) — придворний карлик, автор відомих мемуарів, опублікованих французькою та англійською мовами (з 1788 року)[54][55].

- Єпископ Маркелл (1825 — 1903) — галицький москвофіл, греко-католицький священник, політемігрант до Російської імперії. Згодом єпископ Російської православної церкви.
- Костянти́н Лобо́йко (1832 — 1904) — український і польський актор, антрепренер, балетмейстер і фотограф.
- Охримович Ксенофонт (1848—1916) — діяч українського руху в Галичині, депутат Райхсрату, Галицького Сейму, бурмістр Дрогобича.
- Гузар Лев (1858—1923) — нотаріус, просвітянин, Комісар Галицької округи ЗУНР; дід блаженнішого Любомира Гузара.
- Дорожинський Діонісій (1866—1930) — священник Української Греко-Католицької Церкви, богослов, церковний і освітньо-культурний діяч.
- Юзеф Сулімович ( 1913—1973) — польський військовий і тюрколог караїмського походження, полковник Збройних сил Польської Народної Республіки.
- Ольшанівський Ігор (1930—1986) — громадський діяч української діаспори в США, учасник українського правозахисного руху.
- Яніна Єшвович (1930 ―  2003) ― голова галицької караїмської громади, фундаторка Музею караїмської історії та культури.
- Пірус Артур Миколайович (1992-2023) — військовослужбовець, старший солдат НГУ, громадський діяч, провознавець, депутат міської ради Галицької територіальної громади, кавалер ордену «За мужність» ІІІ ступеня.
- Шекета Мирослав Михайлович (нар. 1933) — український кардіолог, вчений, Заслужений лікар України.
- Водоп'ян Анатолій Іванович (нар. 1946) — український архітектор.
- Биструшкін Олександр Павлович (* 1949) — український актор театру та кіно, поет, державний діяч.
- Іван Попель (1850—1921) — український греко-католицький священник, громадсько-культурний діяч.

### Галицькі православні митрополити
- Ніфонт
- Петро Ратенський
- Теодор

### Галицькі архієпископи РКЦ
- Антоній
- Матвій з Егера
- Бернард

### Галицькі старости
- Бенедикт (Бенко)[56] з Жабокруків[57]
- Михайло Бучацький
- Пйотр Ходецький — старший брат Отто Ходецького
- Рафал Ходецький — молодший брат Отто[58]
- Микола Сенявський
- Станіслав «Ревера» Потоцький
- Анджей Потоцький.

### Каштеляни
- Сціборій Андріяшко (зокрема в 1377 році)[59]
- Христофор (Кшиштоф) Свірзький[60]

### Підкоморії
- Василь Комар, син Остафія[61]
- Каршницький гербу Леліва, донька — Тереза[62]

### Почесні громадяни
- Діонізи Тхужевський — бучацький ц. к. староста, почесний громадянин Белза,[63]

## Ювілеї й пам'ятні дати
У 2017 році на державному рівні в Україні відзначався ювілей 650 років з часу надання місту Галичу Магдебурзького права (1367).

## Міжнародні контакти
Галич офіційно підтримує контакти з німецьким містом Радеберг, однак не має з ним побратимських відносин.

## Галерея

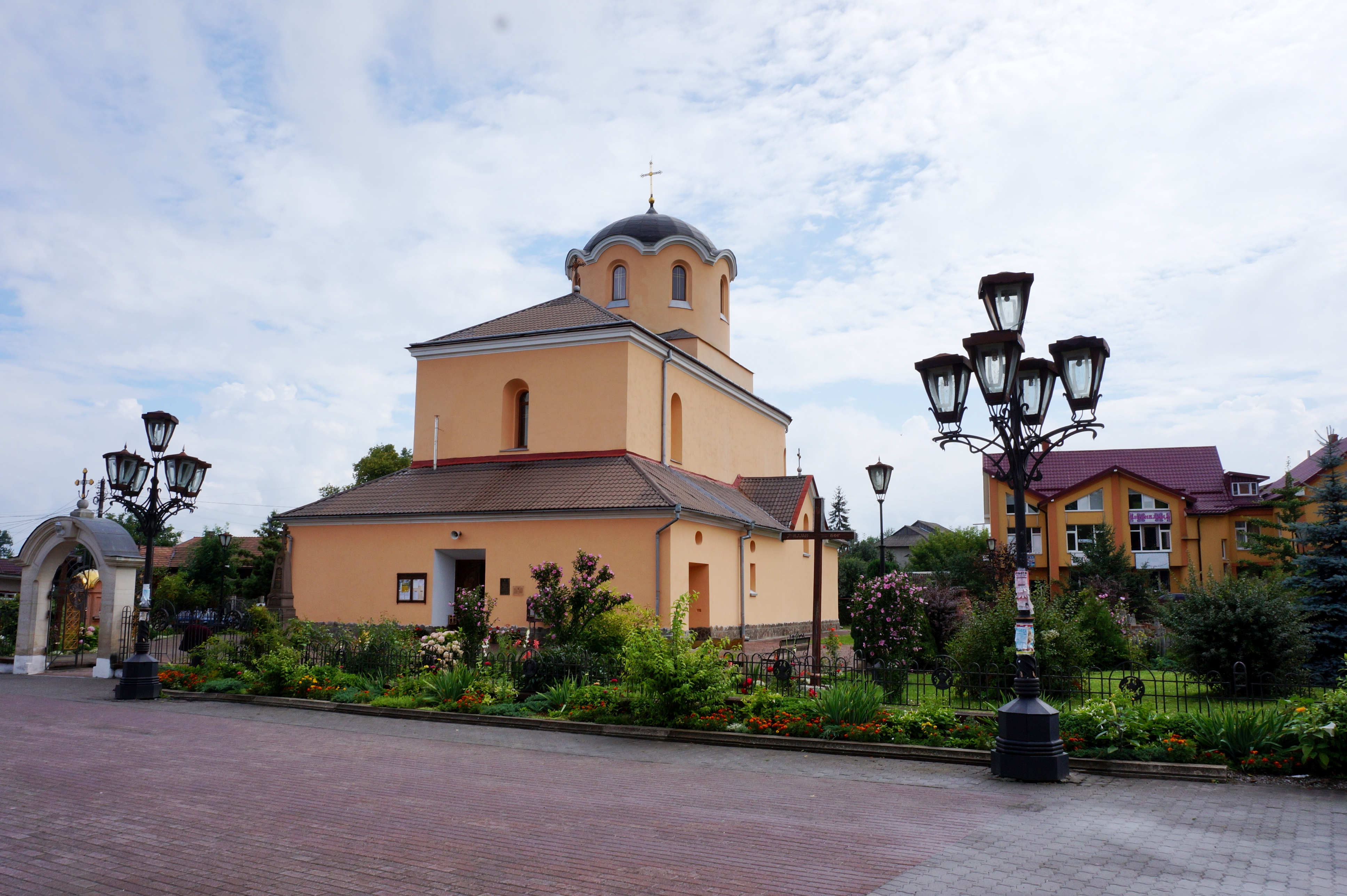
Церква Різдва Христового (XIV—XV ст.)
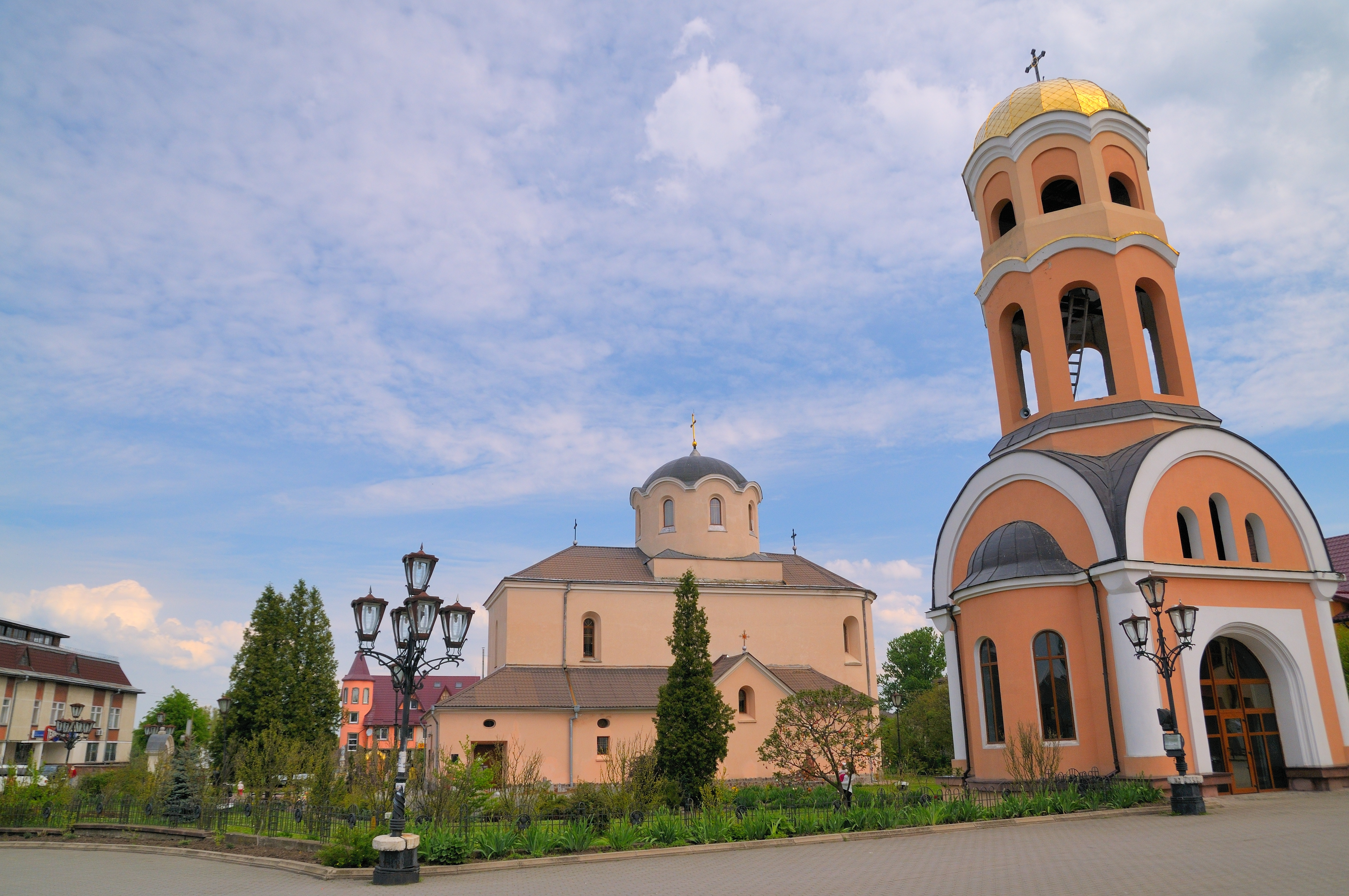
Церква Різдва Христового (XIV—XV ст.)
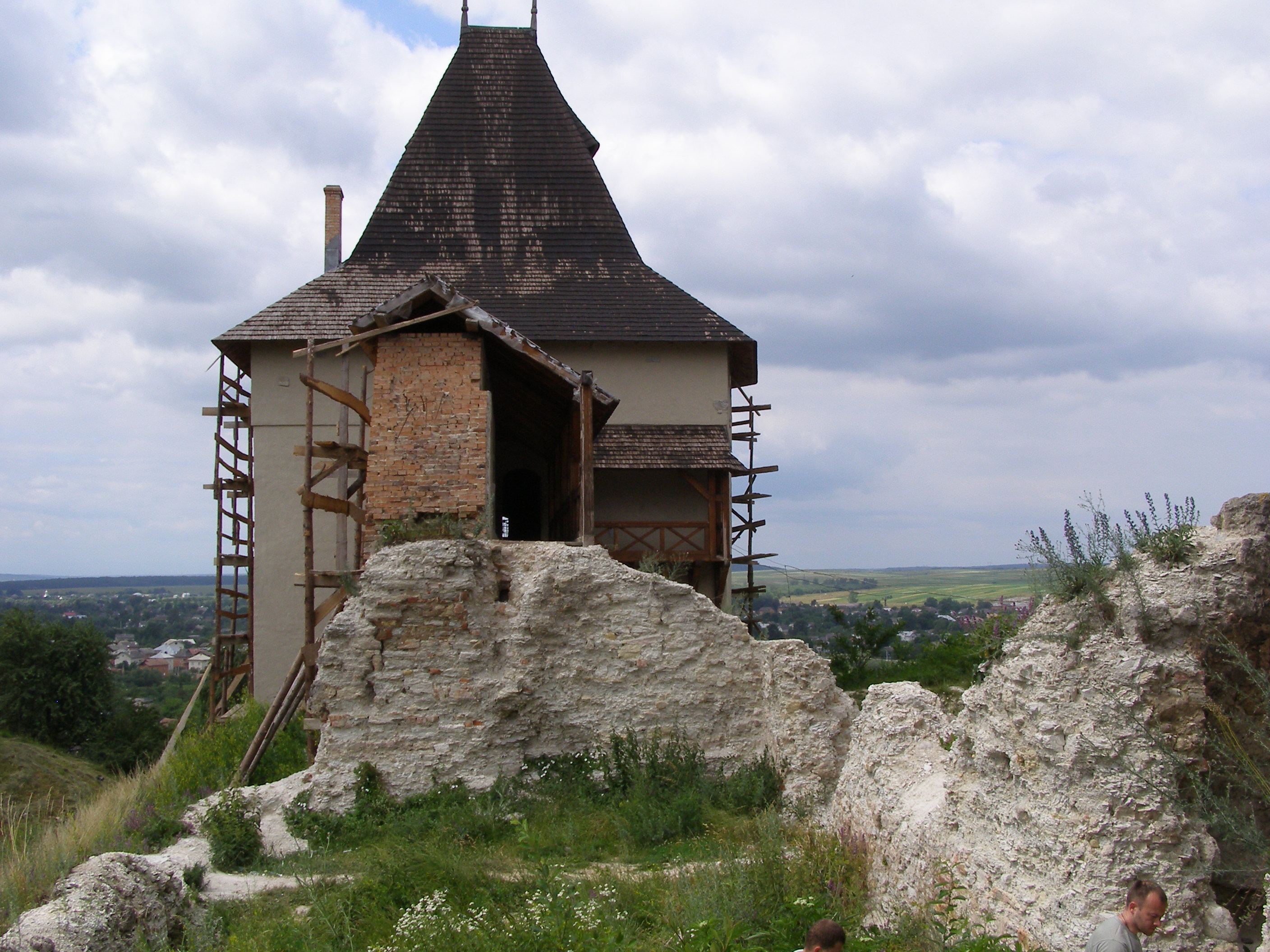
Частина замку XIV ст.
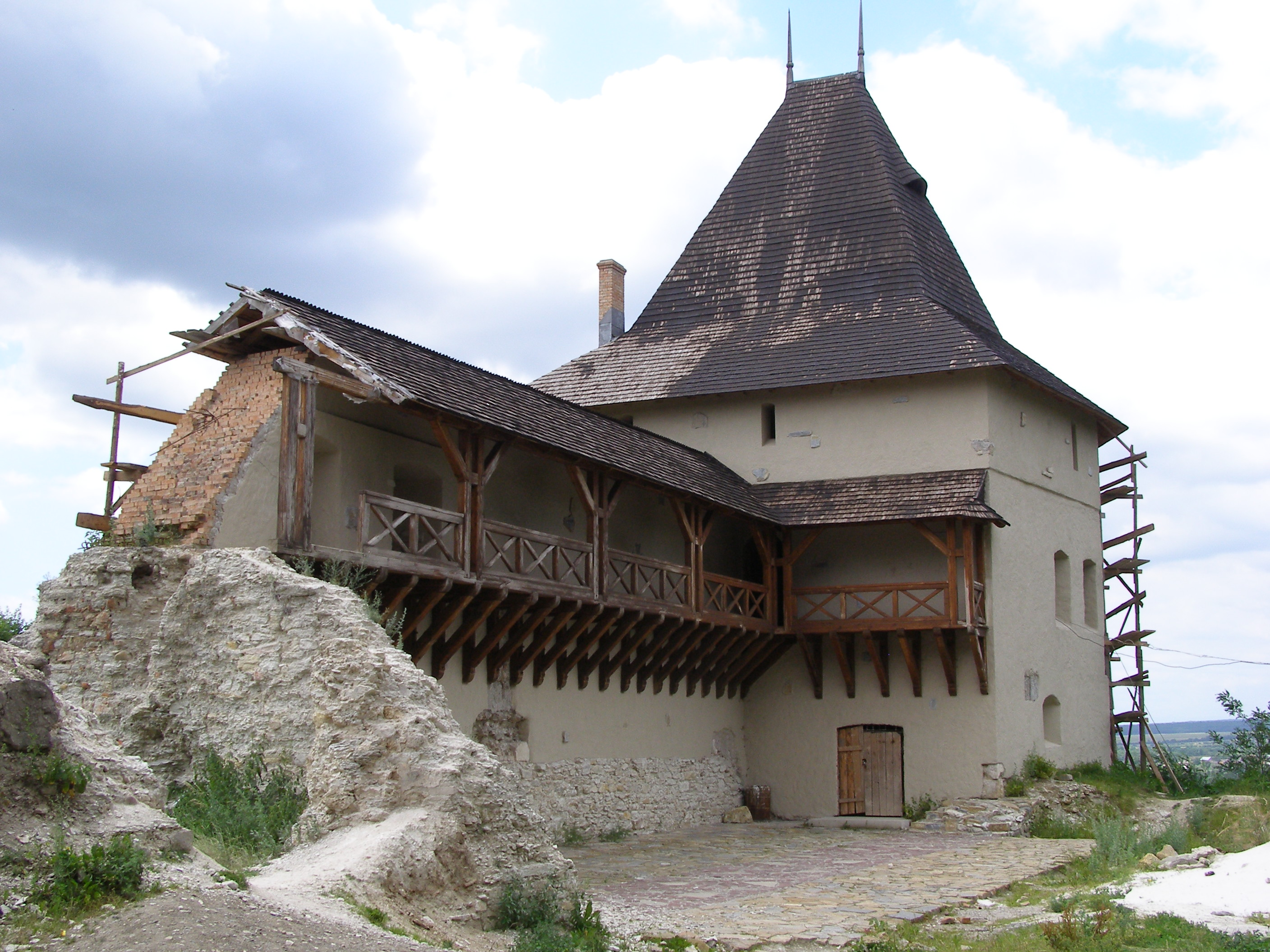
Частина замку XIV ст.
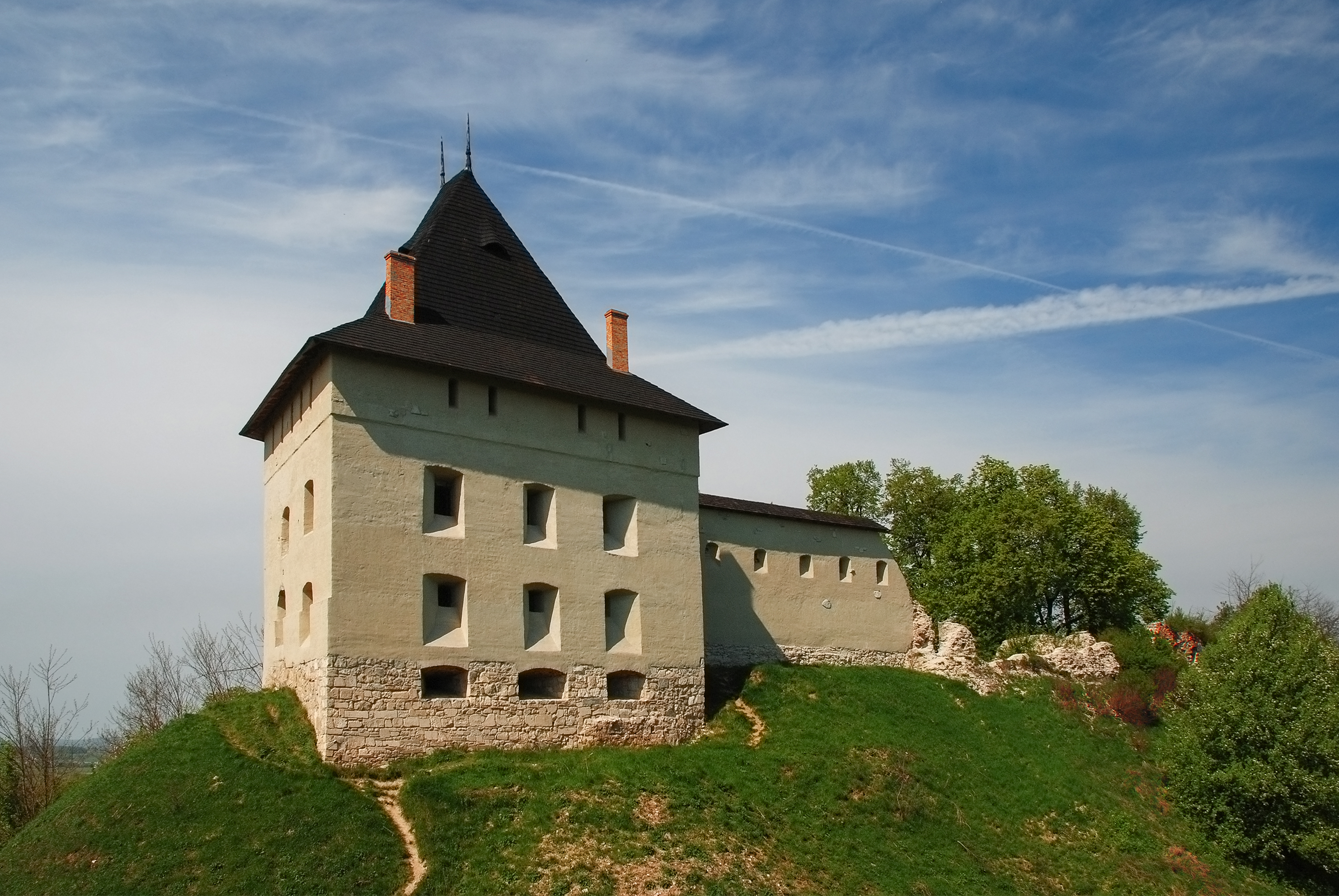
Залишки укріплень Галицького замку
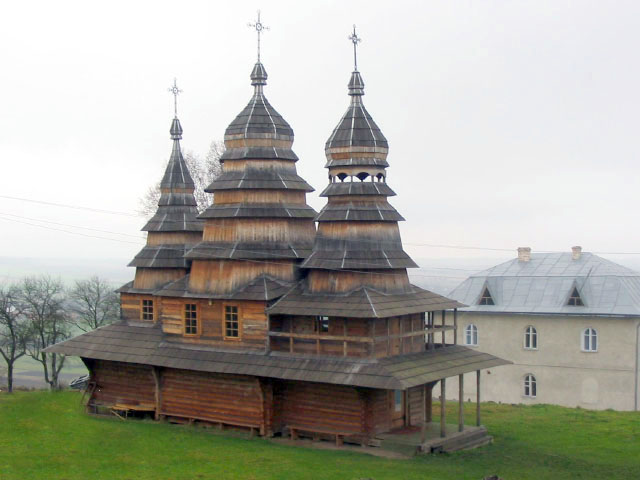
Деревяна церква XVI ст.
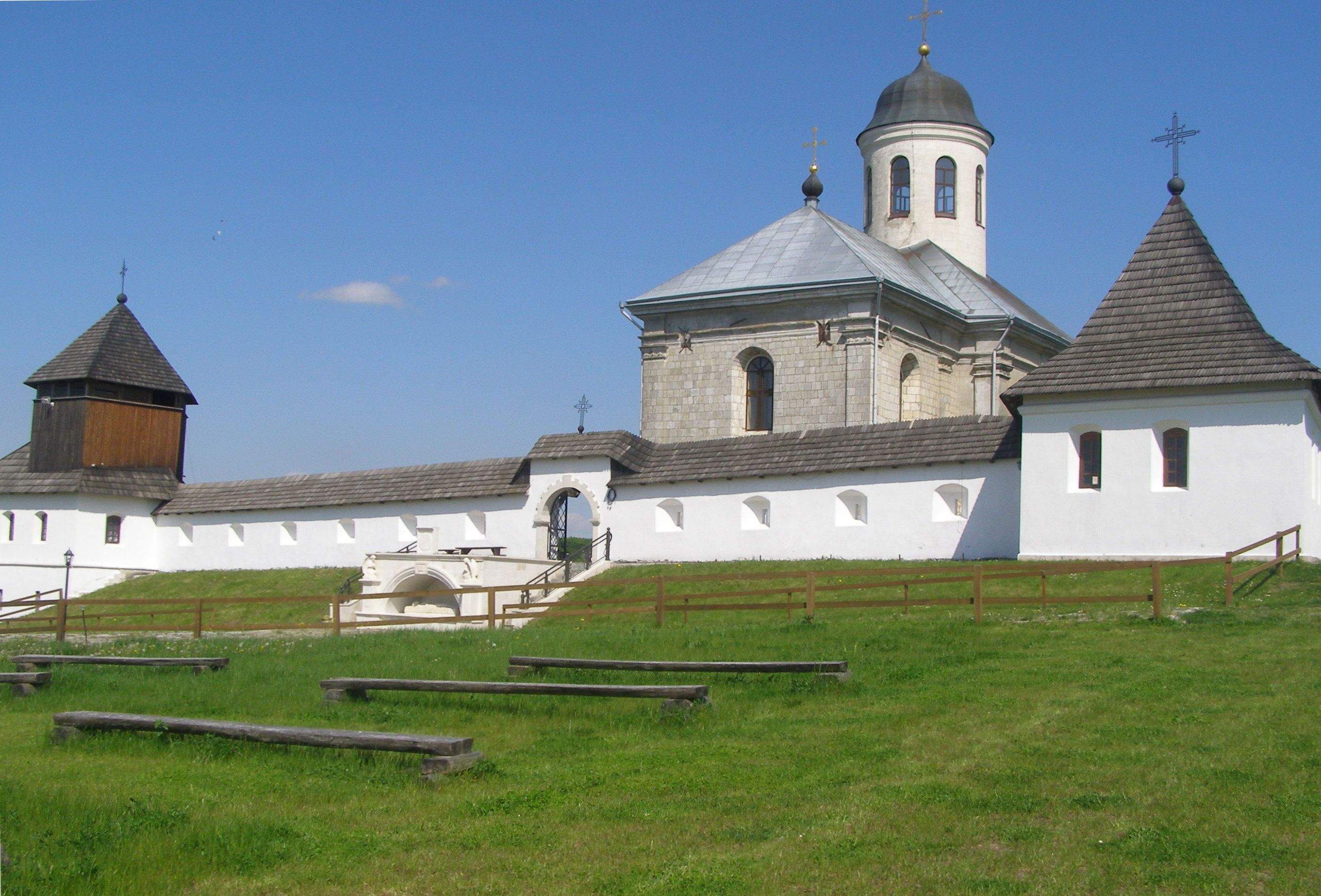
Церква Успіння Пресвятої Богородиці
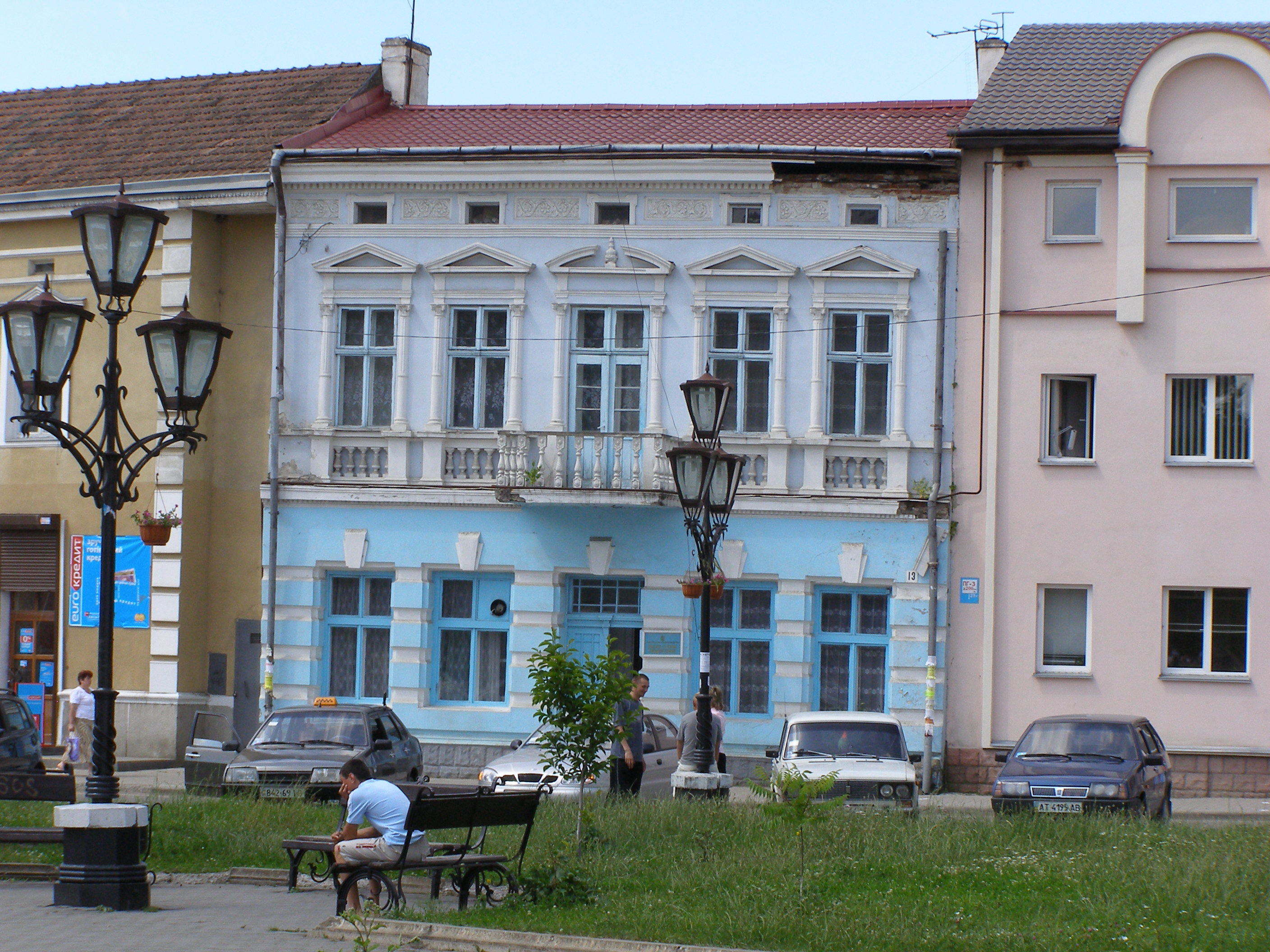
Міська вулиця
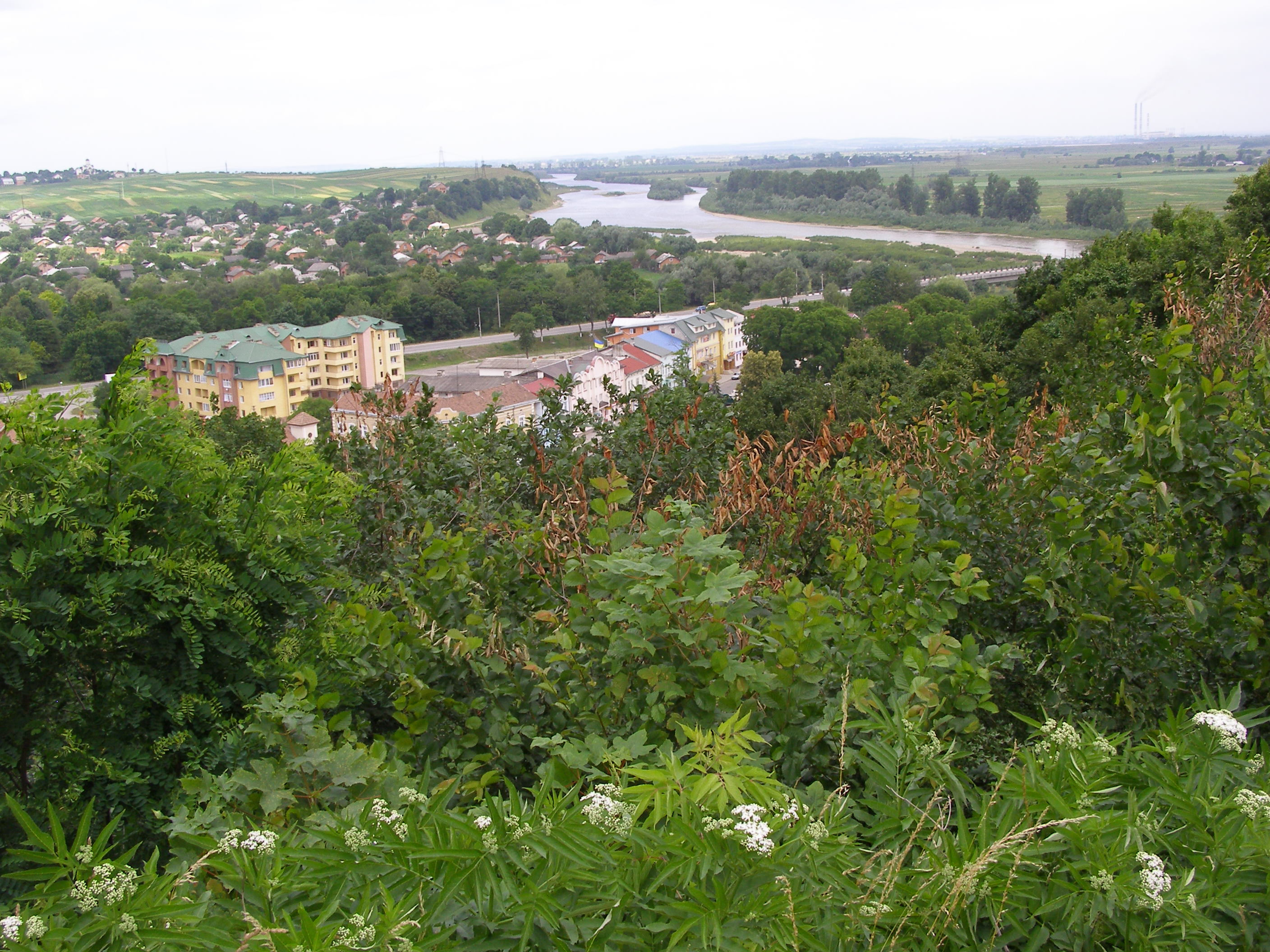
Панорама міста
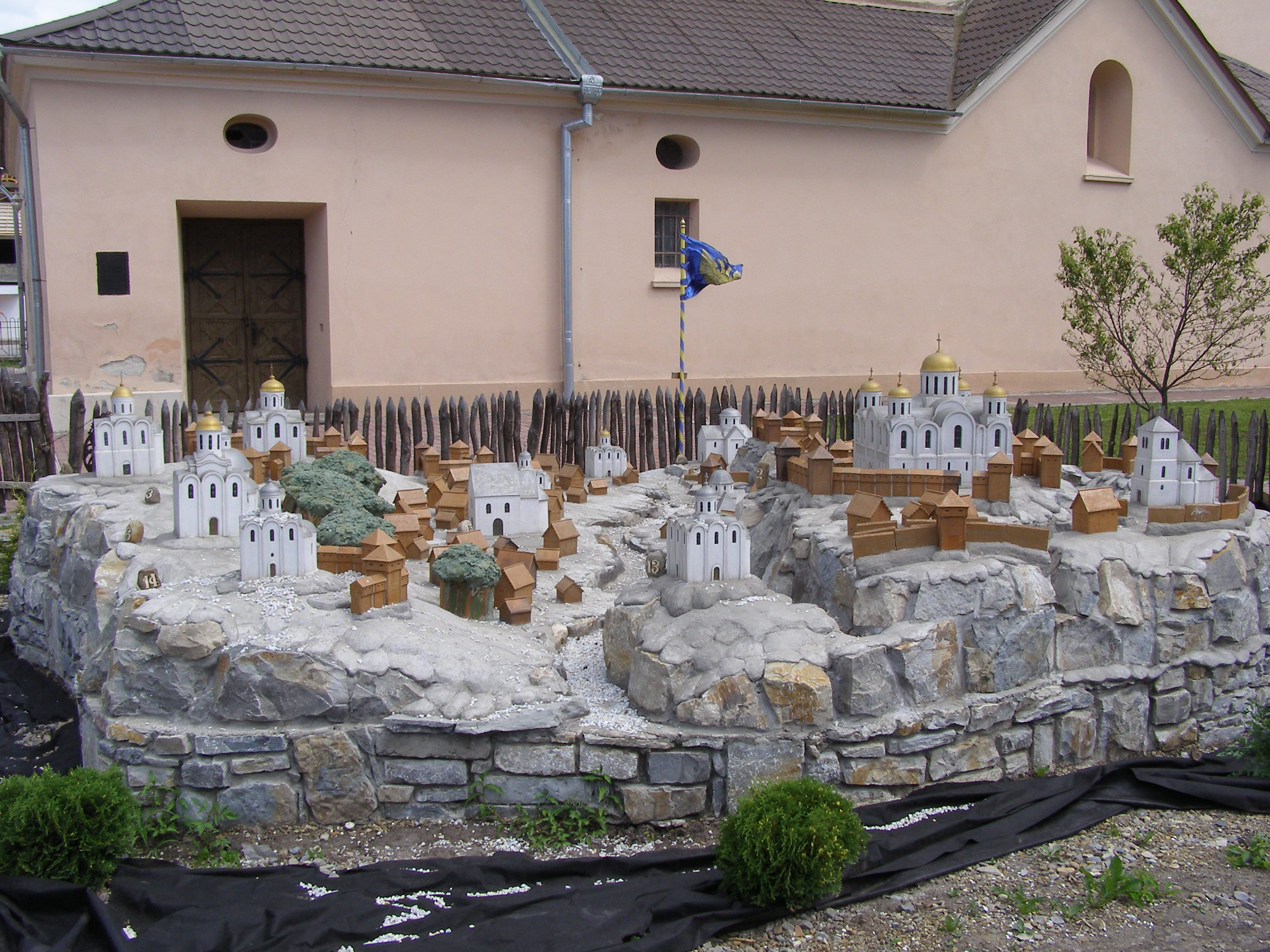
Макет старого міста
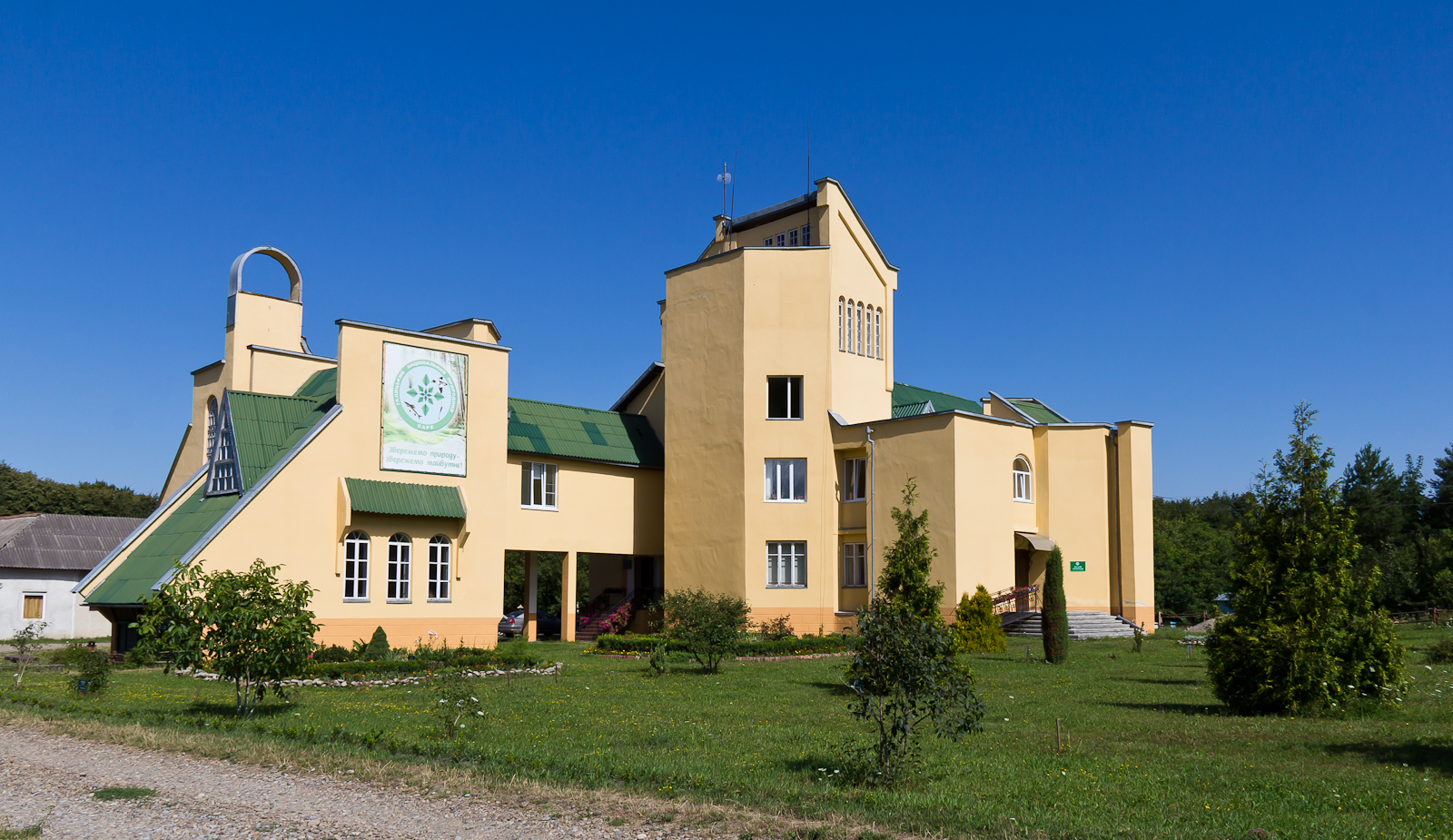
Музей
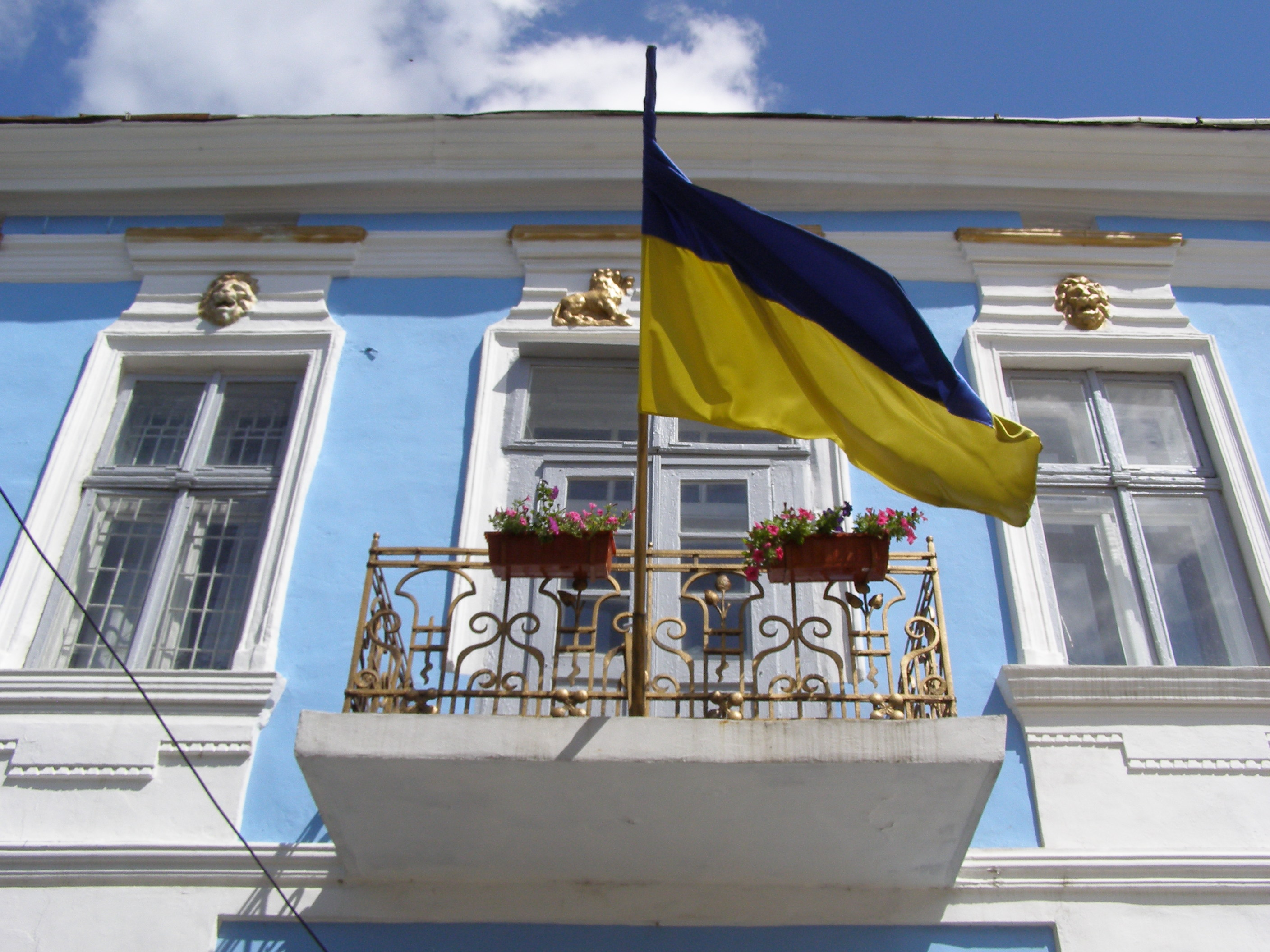
Ратуша
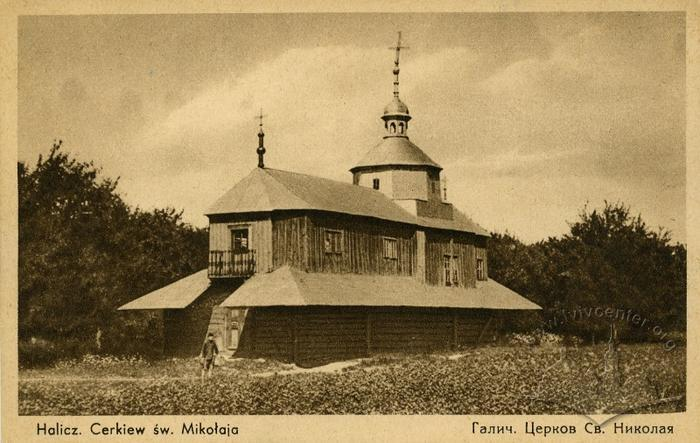
Церква святого Миколая (втрачена)
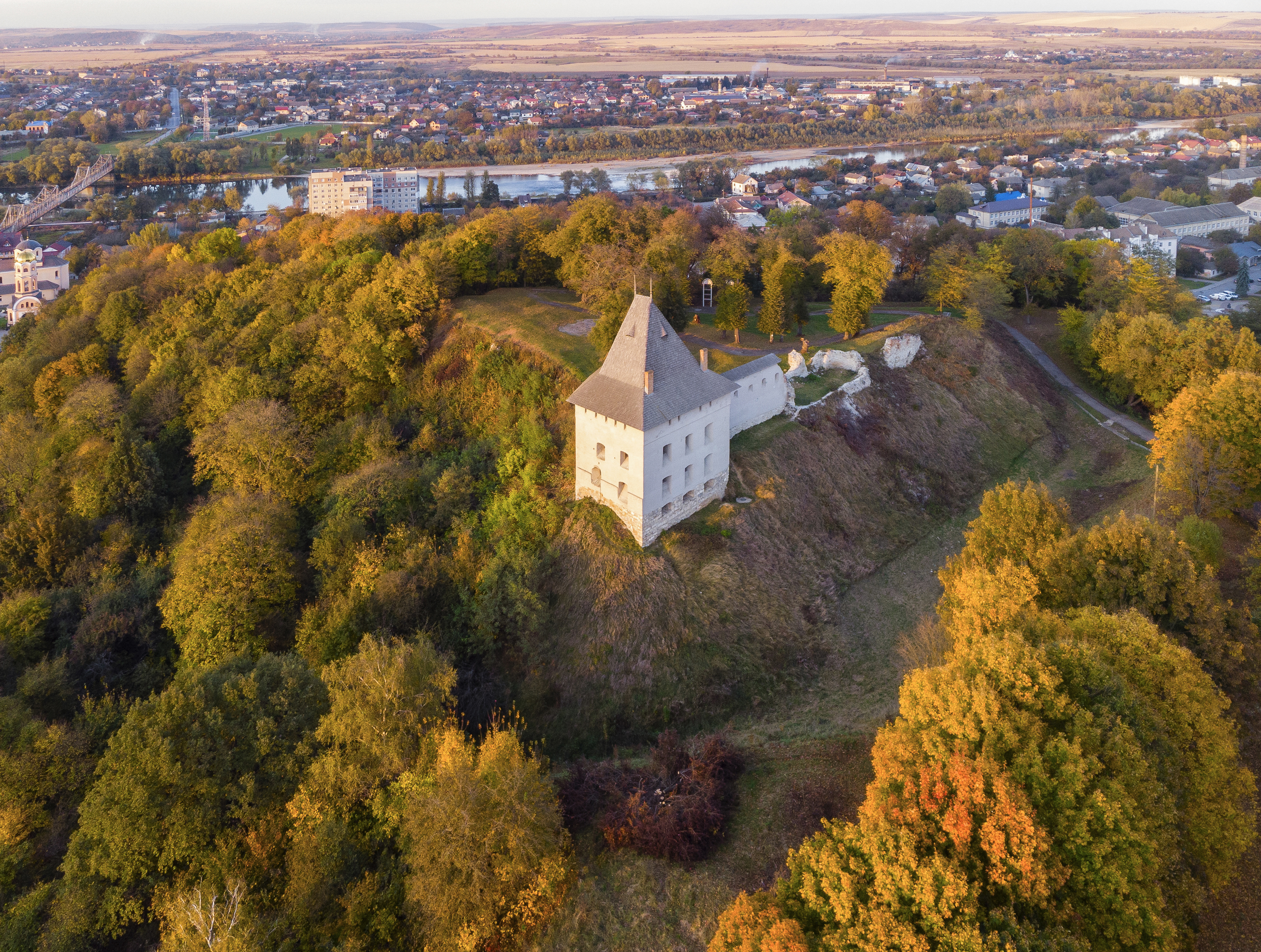
Вид на замок з повітря
Ситуативний план Галича, 1795 рік

## Зауваги
1. ↑  Мечислав Орлович стверджував про 1240 рік → Orłowicz M. Ilustrowany przewodnik po Lwowie ze 102 ilustracjami i planem miasta. — Lwów-Warszawa, 1925. — 276 s. — S. 14. (пол.)